# (500226) 2012 HC79
(500226) 2012 HC79 es un asteroide perteneciente al cinturón de asteroides, descubierto el 8 de agosto de 2008 por el equipo del Observatorio Astronómico de Mallorca desde el Observatorio Astronómico de La Sagra, Puebla de Don Fadrique (Granada), España.

## Designación y nombre
Designado provisionalmente como 2012 HC79.

## Características orbitales
2012 HC79 está situado a una distancia media del Sol de 2,676 ua, pudiendo alejarse hasta 3,366 ua y acercarse hasta 1,986 ua. Su excentricidad es 0,257 y la inclinación orbital 11,80 grados. Emplea 1599,76 días en completar una órbita alrededor del Sol.
Los próximos acercamientos a la órbita de Júpiter se producirán el 21 de septiembre de 2084 y el 13 de diciembre de 2167, entre otros.

## Características físicas
La magnitud absoluta de 2012 HC79 es 17,4.